# Strace
strace — narzędzie do analizy kodu badające interakcję programu z jądrem systemu operacyjnego. Śledzi wywołania systemowe oraz sygnały w procesie. Może też zliczać i mierzyć czas poszczególnych wywołań.
Polecenie strace można zastosować do śledzenia procesu na dwa sposoby: uruchamiając program pod kontrolą strace bądź podłączając się do już działającego procesu o zadanym identyfikatorze.
W systemie Solaris opisana funkcjonalność jest dostarczana przez polecenie truss, a strace służy do innych celów.

## Przykład
Przykład wykonania strace dla /bin/true w systemie Linux.
```
$ strace /bin/true
execve("/bin/true", ["/bin/true"], [/* 73 vars */]) = 0
uname({sys="Linux", node="abc.xyz.pl", ...}) = 0
brk(0)                                  = 0x804c000
old_mmap(NULL, 4096, PROT_READ|PROT_WRITE, MAP_PRIVATE|MAP_ANONYMOUS, -1, 0) = 0x40000000
access("/etc/ld.so.nohwcap", F_OK)      = -1 ENOENT (No such file or directory)
open("/etc/ld.so.preload", O_RDONLY)    = -1 ENOENT (No such file or directory)
open("/etc/ld.so.cache", O_RDONLY)      = 3
fstat64(3, {st_mode=S_IFREG|0644, st_size=63878, ...}) = 0
old_mmap(NULL, 63878, PROT_READ, MAP_PRIVATE, 3, 0) = 0x40001000
close(3)                                = 0
access("/etc/ld.so.nohwcap", F_OK)      = -1 ENOENT (No such file or directory)
open("/lib/tls/libc.so.6", O_RDONLY)    = 3
read(3, "\177ELF\1\1\1\0\0\0\0\0\0\0\0\0\3\0\3\0\1\0\0\0\340\350"..., 512) = 512
fstat64(3, {st_mode=S_IFREG|0644, st_size=1281872, ...}) = 0
old_mmap(0x41019000, 1289356, PROT_READ|PROT_EXEC, MAP_PRIVATE, 3, 0) = 0x41019000
old_mmap(0x41149000, 36864, PROT_READ|PROT_WRITE, MAP_PRIVATE|MAP_FIXED, 3, 0x12f000) = 0x41149000
old_mmap(0x41152000, 7308, PROT_READ|PROT_WRITE, MAP_PRIVATE|MAP_FIXED|MAP_ANONYMOUS, -1, 0) = 0x41152000
close(3)                                = 0
old_mmap(NULL, 4096, PROT_READ|PROT_WRITE, MAP_PRIVATE|MAP_ANONYMOUS, -1, 0) = 0x40011000
set_thread_area({entry_number:-1 -> 6, base_addr:0x40011460, limit:1048575, seg_32bit:1, contents:0, read_exec_only:0, limit_in_pages:1, seg_not_present:0, useable:1}) = 0
munmap(0x40001000, 63878)               = 0
brk(0)                                  = 0x804c000
brk(0x806d000)                          = 0x806d000
brk(0)                                  = 0x806d000
open("/usr/lib/locale/locale-archive", O_RDONLY|O_LARGEFILE) = 3
fstat64(3, {st_mode=S_IFREG|0644, st_size=4222624, ...}) = 0
mmap2(NULL, 2097152, PROT_READ, MAP_PRIVATE, 3, 0) = 0x40012000
close(3)                                = 0
exit_group(0)                           = ?

```